# Jamaica en los Juegos Olímpicos de Montreal 1976
Jamaica estuvo representada en los Juegos Olímpicos de Montreal 1976 por un total de 20 deportistas que compitieron en 3 deportes.  

## Medallistas
El equipo olímpico jamaicano obtuvo las siguientes medallas:
| Nombre         | Deporte   | Competición |
| -------------- | --------- | ----------- |
| Oro            |           |             |
| Donald Quarrie | Atletismo | 200 m M     |
| Plata          |           |             |
| Donald Quarrie | Atletismo | 100 m M     |
| Bronce         |           |             |
| —              |           |             |